# Burchard Brentjes

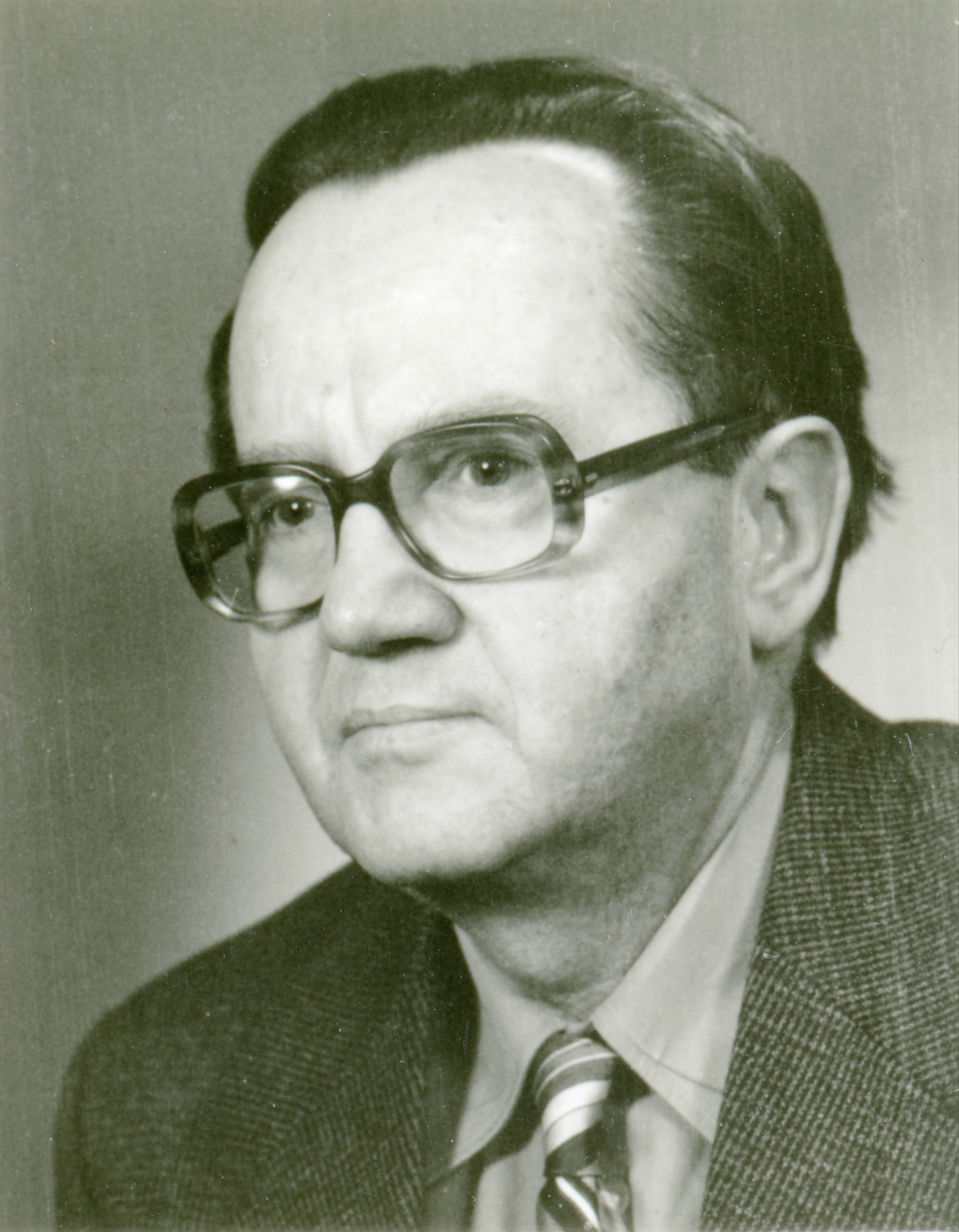
Burchard Brentjes, zwischen 1969 und 1990

Burchard Brentjes (* 20. August 1929 in Halle an der Saale; † 28. September 2012 in Berlin) war ein deutscher Orientarchäologe. Er hatte von 1978 bis 1991 den Lehrstuhl für Orientalische Archäologie an der Martin-Luther-Universität Halle-Wittenberg inne.

## Leben und Karriere
Brentjes’ Mittelschulbesuch wurde seit 1944 durch den Reichsarbeitsdienst, die Teilnahme am Zweiten Weltkrieg und amerikanische Kriegsgefangenschaft unterbrochen. 1946 beendete er seine Schulbildung und trat zunächst in die KPD ein und wurde nach der Zwangsvereinigung von SPD und KPD Mitglied der SED. Noch im selben Jahr besuchte er die Vorstudienanstalt und begann 1947 mit dem Studium der Geschichte, Vor- und Frühgeschichte sowie der Archäologie an der Martin-Luther-Universität Halle-Wittenberg (MLU). Schon während des Studiums arbeitete Brentjes an Lehrbüchern für die fünfte und die neunte Klasse mit. 1952 schloss er als Diplomhistoriker ab. 
Ab 1953 arbeitete er als wissenschaftlicher Assistent an der Abteilung Frühgeschichte des Orients (unter Heinz Mode) am Archäologischen Seminar der MLU. Im selben Jahr erfolgte Brentjes' Promotion mit einer Untersuchungen zur Geschichte des Pfluges. Gutachter waren Heinz Mode und Johannes Jahn. Die Habilitation erfolgte 1960 mit der Arbeit Archäologische Grundlagen zur Haustierwerdung des Rindes, bei der erneut Mode sowie Gerhard von Lengerken und Heidenreich Gutachter waren. Im Anschluss daran wurde Brentjes Dozent für die Archäologie Vorderasiens an der MLU. Von 1971 bis 1978 war er außerordentlicher, von 1978 bis zu seinem Rückzug 1991 ordentlicher Professor und Inhaber des Lehrstuhls für Orientalische Archäologie, von 1981 bis 1991 zugleich Leiter des Wissenschaftsbereiches Orientalische Archäologie an der MLU.
Brentjes’ Arbeiten decken ein weit gefasstes Gebiet ab, im Zentrum stehen dabei die Archäologie und Kulturgeschichte Zentralasiens, vor allem Irans, Afghanistans, Aserbaidschans, Armeniens, der von Kurden bewohnten Gebiete und der weiteren heute islamischen Welt. Brentjes beschäftigte sich mit Siedlungsgeschichte, Umweltverhalten der frühen Völker und der Geschichte der Domestizierung von Tieren und Pflanzen. Auch mit Grenzbereichen seiner zentralen Forschungsgebiete zu anderen Themen setzte er sich auseinander, etwa mit der Kulturgeschichte Nordafrikas, den zentralasiatischen Reitervölkern oder mit Utopiegeschichte. Fachübergreifend regte er die wissenschaftliche Auseinandersetzung mit allgemeinen Fragestellungen auch über den Orient hinaus an, beispielsweise bei der interdisziplinären Konferenz Angewandte und historische Klimakunde (Elbingerode 1988). Die Wissenschaftsgeschichte der Martin-Luther-Universität Halle-Wittenberg, die über eine lange orientalistische Tradition verfügt, sowie Forschungen zur Sozialstruktur und Ideologiegeschichte des Orients gehörten ebenfalls zu seinem Forschungsbereich. Auch auf diesem Gebiet arbeitete er über die Grenzen von Fachgebieten hinaus, wie zum Beispiel mit seiner Schrift über Anton Wilhelm Amo. Die Theorien eines Erich von Däniken oder Thor Heyerdahl fanden in Brentjes einen geistreichen und scharfen Kritiker.
Mit seiner Lehrtätigkeit schuf Brentjes keine Schule im engeren Sinne, doch die Aufwertung orientalischer Fachdisziplinen und ihre Vernetzung hinterließen ebenso ihre Spuren im wissenschaftlichen Leben wie die kollegiale Förderung seiner akademischen Schüler. In den letzten Jahren ging Brentjes zunehmend auf die aktuelle Situation in Zentralasien ein, etwa auf das Problem der Kurden und die Lage in Afghanistan. Seit 1973 war er Vorsitzender der Freundschaftsgesellschaft DDR – Arabische Länder, 1973 bis 1985 gehörte er dem Herausgeberkollegium des Jahrbuchs Asien – Afrika – Lateinamerika an. Viele seiner Publikationen wurden in andere Sprachen (insgesamt 13) übersetzt. Vor allem die Bücher zur aktuellen Situation, die Brentjes zum Teil mit seiner Frau Helga verfasste, sind im englischen Sprachraum beliebt. Des Weiteren veröffentlichte Brentjes Werke zur Geschichte und Wissenschaftsgeschichte des Dritten Reiches. Er war ein sehr produktiver Wissenschaftler, dessen Werkliste über 50 Monografien und hunderte Aufsätze umfasst. Allein für die Kulturhistorische Reihe des Verlages Koehler & Amelang steuerte er 13 Bände bei. Seine Tochter ist die Wissenschaftshistorikerin Sonja Brentjes.
Am 9. April 2013 fand im Max-Planck-Institut für Wissenschaftsgeschichte in Berlin ein Gedenkkolloquium statt.

## Schriften
- Wildtier und Haustier im Alten Orient. Akademie-Verlag, Berlin 1962 → Buchdeckel und Inhaltsverzeichnis.
- Land zwischen den Strömen. Eine Kulturgeschichte des alten Zweistromlandes Irak. Koehler & Amelang, Leipzig 1963.
- Fels- und Höhlenbilder Afrikas. Koehler & Amelang, Leipzig 1965.
- Das alte Persien. Die iranische Welt vor Mohammed. Koehler & Amelang, Wien/Leipzig 1967.
- Von Schanidar bis Akkad. 7 Jahrtausende orientalische Weltgeschichte. Urania, Leipzig 1968.
- Die Söhne Ismaels. Geschichte und Kultur der Araber. Koehler & Amelang, Leipzig 1971.
  - österreichische Lizenzausgabe als: Die Araber. Geschichte und Kultur. Von den Anfängen bis zur türkischen Vorherrschaft. Schroll, Wien 1971.
- Drei Jahrtausende Armenien. Koehler & Amelang, Leipzig 1973.
- Chane, Sultane, Emire. Koehler & Amelang, Leipzig 1974.
- Die Erfindung des Haustieres (= Akzent-Reihe. Band 11). Urania, Leipzig 1975, ISBN 3-332-00072-1.
- Anton Wilhelm Amo. Der schwarze Philosoph in Halle. Leipzig 1976 (Digitalisat).
- Mittelasien. Eine Kulturgeschichte der Völker zwischen Kaspischem Meer und Tien-Schan. Koehler und Amelang, Leipzig 1977.
- mit Sonja Brentjes: Ibn Sina (Avicenna) der fürstliche Meister aus Buchara. Leipzig 1979 (= Biographien hervorragender Naturwissenschaftler, Techniker und Mediziner. Band 40).
- Vom Stamm zum Staat (= Akzent-Reihe. Band 41). Urania, Leipzig 1979.
- Rätsel aus dem Altertum (= Akzent-Reihe. Band 47). Urania, Leipzig 1980.
- Weisse Götter? Kultur, Werk des Menschen oder ausserirdischer Zivilisationen? (= nl konkret. Band 45). Neues Leben, Berlin 1980.
- Unter Halbmond und Stern. Der Islam – Religion, Weltanschauung oder Lebensweise. Union, Berlin 1980.
- Völker an Euphrat und Tigris. Koehler & Amelang, Leipzig 1981.
- mit Stepan Mnazakanjan und Nona Stepanjan: Kunst des Mittelalters in Armenien. Union, Berlin 1981.
- Der Tierstil in Eurasien. Seemann, Leipzig 1982.
- Libyens Weg durch die Jahrtausende (= Akzent-Reihe. Band 60). Urania, Leipzig 1982.
- Völkerschicksale am Hindukusch. Afghanen, Belutschen, Tadshiken. Koehler und Amelang, Leipzig 1983.
- Alte Siegelkunst des Vorderen Orients. Seemann, Leipzig 1983.
- Bauern, Mullahs, Schahinschahs (= Akzent-Reihe. Band 63). Urania, Leipzig 1983.
- Die Ahnen Dschingis-Chans. Eurasien und das Werden Europas. Deutscher Verlag der Wissenschaften, Berlin 1988.
- Die Mauren. Der Islam in Nordafrika und Spanien (642–1800). Koehler & Amelang, Leipzig 1989, ISBN 3-7338-0088-5.
- Steppenreiter und Handelsherren. Die Kunst der Partherzeit in Vorderasien. Seemann, Leipzig 1990, ISBN 3-363-00459-1.
- als Herausgeber: Wissenschaft unter dem NS-Regime. Peter Lang, Schöneiche bei Berlin 1992, ISBN 3-86032-017-3.
- Atlantis. Geschichte einer Utopie. DuMont, Köln 1993.
- Der Mythos vom Dritten Reich. Drei Jahrtausende Sehnsucht nach Erlösung. Fackelträger, Hannover 1997, ISBN 3-7716-2112-7.
- mit Siegwart-Horst Günther: Vor dem dritten Golfkrieg. Geschichte der Region und ihrer Konflikte. Ursachen und Folgen der Auseinandersetzungen am Golf. edition ost, Berlin 1998. ISBN 3-932180-34-8 (2. Auflage 2002 mit einem Beitrag von Rainer Rupp).
- Geheimoperation Nahost. Zur Vorgeschichte der Zusammenarbeit von Mossad und BND. edition ost im Verlag Das Neue Berlin, Berlin 2001, ISBN 3-360-01023-X.[5]